# Gerhard K. Schäfer
Gerhard K. Schäfer (* 1952 in Karlsruhe) ist ein deutscher Theologe und Hochschullehrer.

## Werdegang
Von 1972 bis 1979 studierte er Evangelische Theologie in Tübingen, Bonn und Heidelberg und absolvierte 1979/80 das Lehrvikariat in Pforzheim. Von 1980 bis 1981 verbrachte er einen Studienaufenthalt in Kenia. Von 1984 bis 1993 war er Hochschulassistent für Praktische Theologie/Diakoniewissenschaft an der Universität Heidelberg. 1985 promovierte Schäfer zum Thema „Eucharistie im ökumenischen Kontext. Zur Diskussion um das Herrenmahl in Glauben und Kirchenverfassung von Lausanne 1927 bis Lima 1982“; am Ende seiner Zeit in Heidelberg habilitierte er sich zum Thema „Gottes Bund entsprechen. Studien zur diakonischen Dimension christlicher Gemeindepraxis.“
Von 1993 bis 1998 war Schäfer Gemeindepfarrer in Eberbach am Neckar. 1998 wurde er als Professor für Gemeindepädagogik und Diakoniewissenschaft an die Evangelische Hochschule (bis 2016 Evangelische Fachhochschule) Rheinland-Westfalen-Lippe berufen.
Von 2007 bis 2017 war Schäfer Rektor dieser Hochschule. Im April 2017 wurde er mit einem Diakoniewissenschaftlichen Kolloquium aus dem Rektorenamt in zwei Forschungssemester verabschiedet.
Gerhard Schäfer ist verheiratet mit Pfarrerin Heike Bährle.

## Schwerpunkte in Lehre und Forschung
- Grundlagen der Gemeindediakonie
- Theologische Grundlagen der Diakonie
- Geschichte der Diakonie
- Aktuelle Problemstellungen in Kirche und Diakonie

## Mitgliedschaften
- Vorsitzender der Rektorenkonferenz Evangelischer Hochschulen
- Rektorenkonferenz kirchlichen Hochschulen
- Landesrektorenkonferenz NRW
- Beraterausschuss für die Verleihung des Titels „Professor“ oder „Professorin“ der Landesregierung NRW

## Verzeichnis der Veröffentlichungen (Auswahl)

### Monographien
- Gerhard K. Schäfer, Theodor Strohm 1987: Der Dienst Christi als Grund und Horizont der Diakonie. Überlegungen zu einigen Grundfragen der Diakonie, hg. v. Diakonischen Werk Württemberg, Stuttgart.
- Gerhard K. Schäfer 1988: Eucharistie im ökumenischen Kontext. Zur Diskussion um das Herrenmahl in Glauben und Kirchenverfassung von Lausanne 1927 bis Lima 1982, FSÖTh 55, Göttingen: Vandenhoeck & Ruprecht (Druckfassung der Dissertation).
- Theodor Strohm, Paul Philippi, Gerhard K. Schäfer 1989: „Theologie der Diakonie“ – Ein europäischer Forschungsaustausch in Abstimmung mit dem Lutherischen Weltbund (1986 - 1988). Zusammenfassender Bericht zur Vorlage auf der VIII. Vollversammlung des Lutherischen Weltbundes, 30.1. – 8.2.1990 in Curitiba/Brasilien, Heidelberg (DWI). (Engl. Fassung: „The Theology of Diaconia“ – A European Research Exchange in Coordination with the Lutheran World Federation).
- Gerhard K. Schäfer 1994: Gottes Bund entsprechen. Studien zur diakonischen Dimension christlicher Gemeindepraxis, VDWI 5, Heidelberg: Heidelberger Verlagsanstalt (Druckfassung der Habilitationsschrift).
- Friedrich-Wilhelm Bargheer, Gerhard K. Schäfer 2006: Die Lippische Landeskirche und die Juden. Ein geschichtlicher Überblick, Kleine Schriften 18, Detmold.
- Nina Behrendt-Raith, Gerhard K. Schäfer, Christian Zwingmann 2021: Die GemeindeSchwester. Sehen und tun, was dran ist. Witten: Evangelische Stiftung Diakoniewerk Ruhr Witten.

### (Mit-)Herausgeberschaft
- Gerhard K. Schäfer, Theodor Strohm 1990: Diakonie – biblische Grundlagen und Orientierungen. Ein Arbeitsbuch zur theologischen Verständigung über den diakonischen Auftrag, VDWI 2, Heidelberg: Heidelberger Verlagsanstalt.
- Dietrich Becker-Hinrichs, Gerhard K. Schäfer u.a: 1990: „In Ängsten - und siehe, wir leben“ (2 Kor 6,4.9). Auf dem Weg zu einer diakonischen Gemeinde. Ein Werkstattheft, Herrenberg/Stuttgart².
- Gerhard K. Schäfer 1991: Die Menschenfreundlichkeit Gottes bezeugen. Diakonische Predigten von der Alten Kirche bis zum 20. Jahrhundert, VDWI 4, Heidelberg: Heidelberger Verlagsanstalt.
- Gerhard K. Schäfer, Klaus Müller, Theodor Strohm 1993: Diakonie und Sozialethik. Beiträge zur sozialen Verantwortung der Kirche. Mit einem Geleitwort von Klaus Engelhardt, VDWI 6, Heidelberg: Heidelberger Verlagsanstalt.
- Gerhard K. Schäfer: 1999: Dem Reich Gottes Bahn brechen. Gustav Werner (1809 – 1887). Briefe – Predigten – Schriften in Auswahl, Stuttgart: Kohlhammer.
- Helmut Dessecker, Gerhard K. Schäfer u.a 2003: Seelsorge an altersverwirrten Menschen. Berichte und Materialien zu einem Modellprojekt im Buchen-Hof Bochum, Bielefeld/Bochum.
- Günter Ruddat, Gerhard K. Schäfer 2005: Diakonisches Kompendium, Göttingen: Vandenhoeck & Ruprecht.
- Desmond Bell, Gerhard K. Schäfer u. a. 2006: Zukunft der Kirche – Kirche der Zukunft. Forum Gemeindepädagogik und Diakonie. Denken und Handeln 54, Bochum.
- Desmond Bell, Wolfgang Maaser, Gerhard K. Schäfer: 2007: Diakonie im Übergang, Denken und Handeln NF 1, Bochum.
- Gotthard Fermor, Gerhard K. Schäfer u. a. 2007: Gottesdienst-Orte. Handbuch Liturgische Topologie, Leipzig: Evangelische Verlagsanstalt.
- Thomas Kuhn, Gerhard K. Schäfer: 2009: Zwischen Barmherzigkeit und Gerechtigkeit. Diakonie vor den Herausforderungen des 21. Jahrhunderts. Beiträge der Tagung anlässlich des 200. Geburtstags von Johann Hinrich Wichern am 21. November 2008 in der Evangelischen Hochschule R-W-L in Bochum, Denken und Handeln NF 3, Bochum.
- Volker Herrmann, Gerhard K. Schäfer 2014: Johann Hinrich Wichern. Ausgewählte Predigten, VDWI 50, Leipzig: Evangelische Verlagsanstalt.
- Gerhard K. Schäfer, Joachim Deterding; Barbara Montag, Christian Zwingmann 2015: Nah dran. Werkstattbuch für Gemeindediakonie, Neukirchen-Vluyn: Neukirchener Verlagsgesellschaft.
- Gerhard K. Schäfer, Wolfgang Maaser 2016: Geschichte der Diakonie in Quellen, Göttingen: Vandenhoeck & Ruprecht.
- Gerhard K. Schäfer, Theresia Degener, Klaus Eberl, Sigrid Graumann, Olaf Maas 2016: Menschenrecht Inklusion, Göttingen: Vandenhoeck & Ruprecht.
- Gerhard K. Schäfer, Barbara Montag, Joachim Deterding, Astrid Giebel 2017: Geflüchtete in Deutschland. Ansichten – Allianzen – Anstöße, Göttingen: Vandenhoeck & Ruprecht.
- Gerhard K. Schäfer (2023): Mein liebster Heini – Meine herzensliebe Amanda. Amanda und Johann Hinrich Wichern – Briefe in Auswahl 1837–1857. Göttingen: Vandenhoeck & Ruprecht.